# Бірюков Олександр Степанович
Олекса́ндр Степа́нович Бірюко́в (нар. 12 січня 1971 — 23 травня 2016) — старший сержант Збройних сил України, учасник російсько-української війни.

## Життєпис
Народився 1971 року в селі Буряківка (Київська область).  Згодом з батьками і сестрою переїхав жити  до міста Припʼять. Після аварії на ЧАЕС був евакуйований з Припяті та переїхав з родиною на батьківщину батька в м.Червоноград .Одружився, працював майстром на шахті.
Як доброволець мобілізований червні 2015 року; Старший сержант, 90-й окремий десантний штурмовий батальйон «Житомир». 2015-2016 роках виконував завдання в найгарячіших точках Донецької області - Водяне , Зайцеве , Піски, Промзона міста Авдіївка .
23 травня 2016 року загинув під час обстрілу з важкого озброєння промзони Авдіївки. Тоді ж поліг старший солдат Андрій Смільницький.
26 травня 2016-го похований в місті Червоноград.
Без Олександра лишились дружина Тетяна , донька Юлія 1998 р.н. та сини Тарас і Юрій1999 р.н. й 2001 р.н.

## Нагороди та вшанування
- указом Президента України № 522/2017 від 25 листопада 2016 року «за особисту мужність і високий професіоналізм, виявлені у захисті державного суверенітету та територіальної цілісності України, вірність військовій присязі» — нагороджений орденом «За мужність» III ступеня (посмертно)[1]
- Відзначений відзнакою президента України «Учасник АТО
- Відзнака «Почесний громадянин міста Червоноград»